# Villeneuve-sur-Conie
Villeneuve-sur-Conie ist eine französische Gemeinde mit 192 Einwohnern (Stand: 1. Januar 2022) im Département Loiret in der Region Centre-Val de Loire; sie gehört zum Arrondissement Orléans und zum Kanton Meung-sur-Loire. Die Einwohner werden Villeneuvois genannt. 

## Geographie
Villeneuve-sur-Conie liegt etwa 28 Kilometer nordwestlich von Orléans in der Beauce. Hier entspringt der Conie. Umgeben wird Villeneuve-sur-Conie von den Nachbargemeinden Guillonville im Norden, Patay im Osten, Saint-Péravy-la-Colombe im Süden und Südosten, Tournoisis im Südwesten, La Chapelle-Onzerain im Westen sowie Péronville im Westen und Nordwesten.

## Bevölkerungsentwicklung
| Jahr                       | 1962 | 1968 | 1975 | 1982 | 1990 | 1999 | 2006 | 2018 |
| Einwohner                  | 217  | 194  | 172  | 174  | 224  | 195  | 210  | 203  |
| Quellen: Cassini und INSEE |      |      |      |      |      |      |      |      |

## Sehenswürdigkeiten
- Kirche Très-Sainte-Trinité